# L
L, l — двенадцатая прописная (L) и строчная (l) буква базового латинского алфавита.
Буква L произошла от семитской ламед через греческую лямбда (Λ). Предположительно, финикийцы заимствовали её у египтян иероглиф, приспособив его к собственному алфавиту.
В большинстве языков она обозначает звук, близкий к [l].

## Употребление
- В литературе, например в словниках[1].
- В геометрии буквой l нередко обозначают образующую конуса.
- В физике — обозначение катушки индуктивности и величины, с этим связанной, а также длину или лагранжиан.
- В римской системе счисления означает 50.
- В технике, особенно в теплотехнике и термодинамике, а также в химии — обозначение удельной теплоты парообразования.

| Название по-русски: эль. Код НАТО: Lima (/ˈliːmɑ/, [лима]). Азбука Морзе: ·−·· |                   |                                     |        |
| \| ● \| ○ \| \| ● \| ○ \| \| ● \| ○ \| Шрифт Брайля                            | Семафорная азбука | Флаги международного свода сигналов | Амслен |
| ●                                                                              | ○                 |                                     |        |
| ●                                                                              | ○                 |                                     |        |
| ●                                                                              | ○                 |                                     |        |